# خط طول 159° شرق
خط طول 159° شرق هو أحد خطوط الطول الجغرافية، والتي تمتد من القطب الشمالي الجغرافي إلى القطب الجنوبي الجغرافي، وحسب التحويل الزمني يتقدم خط طول 159° شرق عن خط غرينتش بـ10 ساعة و36 دقيقة.

## من القطب إلى القطب
ينطلق خط طول 159° شرق من القطب الشمالي نحو القطب الجنوبي مرورا بالمناطق التي ترد في الجدول التالي:
| الإحداثيات                           | البلد أو الإقليم أو البحر | ملاحظات |
| ------------------------------------ | ------------------------- | --- |
| 90°0′N 159°0′E / 90.000°N 159.000°E  | المحيط المتجمد الشمالي    | |
| 76°35′N 159°0′E / 76.583°N 159.000°E | بحر سيبيريا الشرقي        | |
| 70°52′N 159°0′E / 70.867°N 159.000°E | روسيا                     | ياقوتيا أوكروغ تشوكوتكا الذاتية — من 68°8′N 159°0′E / 68.133°N 159.000°E ماغادان أوبلاست — من 66°14′N 159°0′E / 66.233°N 159.000°E Chukotka Autonomous Okrug — من 65°56′N 159°0′E / 65.933°N 159.000°E Magadan Oblast — من 65°43′N 159°0′E / 65.717°N 159.000°E |
| 61°54′N 159°0′E / 61.900°N 159.000°E | بحر أوخوتسك               | خليج شيليخوف [لغات أخرى]‏ |
| 58°24′N 159°0′E / 58.400°N 159.000°E | روسيا                     | كراي كامشاتكا — شبه جزيرة كامشاتكا |
| 53°4′N 159°0′E / 53.067°N 159.000°E  | المحيط الهادئ             | |
| 7°50′S 159°0′E / 7.833°S 159.000°E   | جزر سليمان                | جزيرة سانتا إيزابيل [لغات أخرى]‏ |
| 8°4′S 159°0′E / 8.067°S 159.000°E    | New Georgia Sound         | مرورا بغرب the Russell Islands, جزر سليمان (في 9°4′S 159°2′E / 9.067°S 159.033°E) |
| 9°4′S 159°0′E / 9.067°S 159.000°E    | بحر سليمان                | |
| 11°50′S 159°0′E / 11.833°S 159.000°E | بحر المرجان               | مرورا بشرق the Chesterfield Islands, كاليدونيا الجديدة (في 19°12′S 158°58′E / 19.200°S 158.967°E) |
| 29°55′S 159°0′E / 29.917°S 159.000°E | المحيط الهادئ             | مرورا بغرب جزيرة لورد هاو, أستراليا (في 31°31′S 159°2′E / 31.517°S 159.033°E) · مرورا بشرق جزيرة ماكواري, أستراليا (في 54°30′S 158°58′E / 54.500°S 158.967°E)                                                                                                   |
| 60°0′S 159°0′E / 60.000°S 159.000°E  | المحيط الجنوبي            | |
| 69°22′S 159°0′E / 69.367°S 159.000°E | القارة القطبية الجنوبية   | الإقليم الأسترالي في القارة القطبية الجنوبية, المطالب الإقليمية بالقارة القطبية الجنوبية by أستراليا |